# Ole Fick
Ole Fick (* 1. listopadu 1948, Kongens Lyngby, Dánsko) je dánský hudebník, malíř a herec. Studoval grafický design na akademii volného a komerčního umění, kde jej učili malíři Otto Frello a Jørgen Struck. Během své kariéry navrhl řadu obalů hudebních alb dánské rockové a folkové scény stejně jako pro divadlo; jeho plakát k festivalu nazvanému „Festival of Fools“ byl v roce 2003 použit na dánské poštovní známce. Od konce šedesátých let je členem skupiny Burnin Red Ivanhoe, ve které hraje na kytaru a zpívá.